# 파르테르

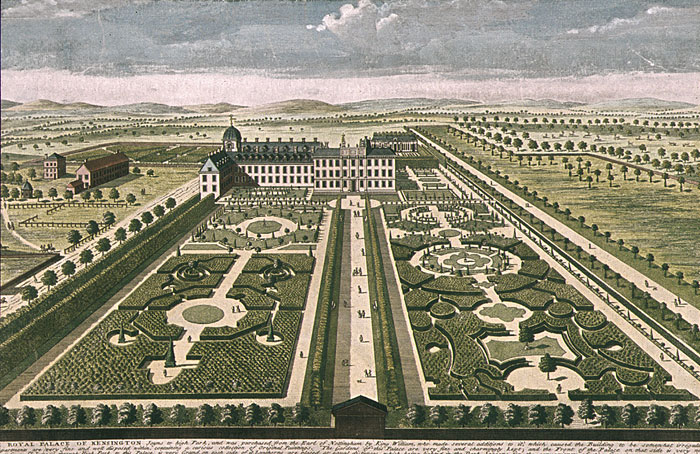
18세기 켄싱턴 궁전, 'Britannia Illustrata를 위한 Jan Kip의 판화

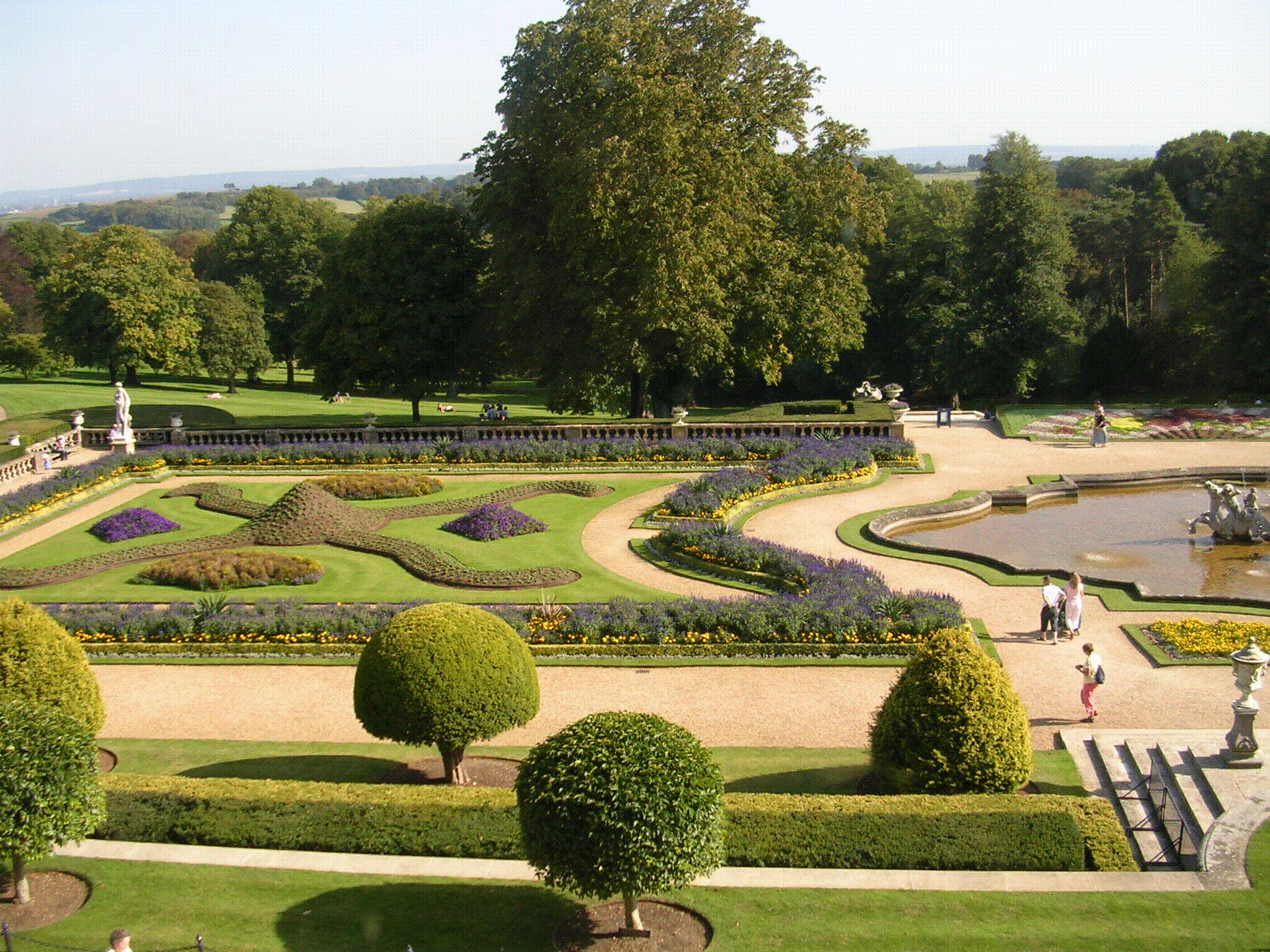
The left hand side of the completely symmetrical parterre at Waddesdon Manor, England

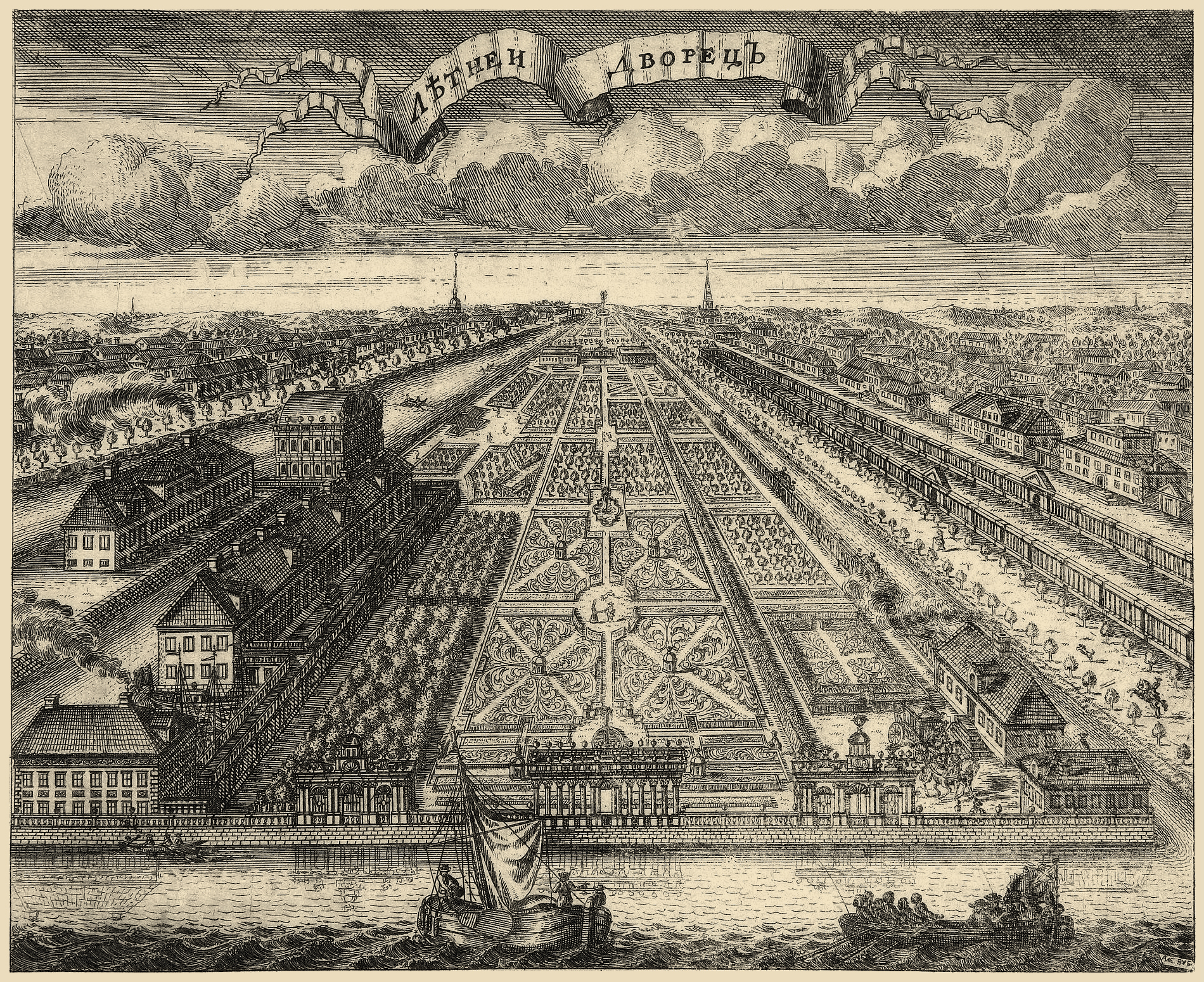
1716년 상트페테르부르크의 여름 정원.

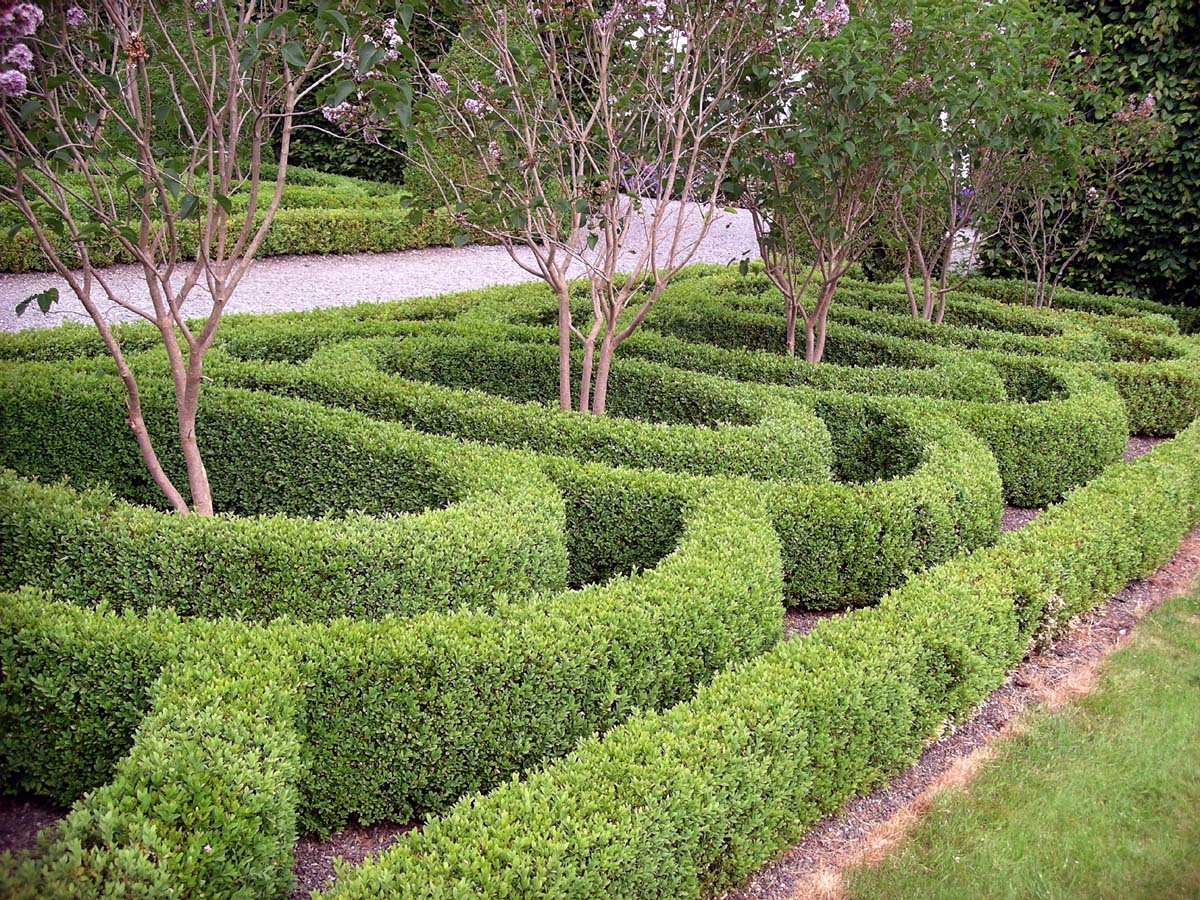
아일랜드, 비르 성의 근대 파르테르

파르테르(프랑스어: Parterre)는 식수 화단을 구성하는 수평면의 양식적인 정원 건축물로, 보기 좋은 모양으로 형성되도록 예리한 모서리의 돌이나, 혹은 탄탄하게 잘려진 울타리와 자갈길이 정렬된다. 파르테르를 구성함에 있어서 꽃이 전혀 필요가 없다. 프랑스 파르테르는 16세기 정원으로부터 정교화되어, 베르사유 궁전에서 정점에 도달하였으며, 영국의 켄싱턴 궁전처럼 수많은 유럽의 모방작이 나타나게 되었다.
단어 파르테르는 프랑스어에서 유래되었으며, 이 단어는 같은 맥락에서뿐만 아니라, 극장 내 오리토리움의 부분을 뜻하는 등 여러 다른 의미로 사용된다.

## 파르테르의 예
런던의 외곽 켄싱턴 궁전의 파르테르 수목은 헨리 와이즈에 의해 조성되었으며, 그의 종묘장은 근처 브롬턴에 있다. 1707/08년 판화에서 각각의 부분에서 최신식 바로크 디자인은 중심 주위에 대칭으로 소용돌이 모양으로 깍여져있고, 삼각뿔 모양으로 양식적으로 깍여진 나무들에 의해 낮은 울타리를 강조된다. 그러나 넓은 중심 자갈길이 짝을 이루어 땅을 나누며, 각각 4개의 부속으로 갈라진 그들의 전통적인 17세기 설계는 노팅엄 집처럼 궁전의 예전 모습으로부터 살아남은 것으로 보인다. 부속적인 날개는 전체적으로 통합하려는 시도가 없이 부속적인 파르테르를 가진다.
근대 파르테르는 아일랜드의 비르 성과 덤프피셔에 드럼랜리그 성과 란더드노 근처 바디갤런 홀에 존재한다.
초기 묶음 모양의 장식 정원의 일부는 잔디나 또는 다른 조경으로 뒤덮여있으나, 원래의 흔적을 현재 풍경에서 여전히 볼 수 있다. 이 현상의 예로 스코틀랜드의 무샬 성의 초기 17세기 정원이 있다.